# هاتونکولپا
هاتونکولپا (به اسپانیایی: Hatunqullpa) یک کوه در پرو است که در منطقه اپوریماک واقع شده‌است. هاتونکولپا ۵٬۲۰۰ متر بالاتر از سطح دریا واقع شده‌است.